# Autoridade Europeia de Valores Mobiliários e Mercados
A Autoridade Europeia de Valores Mobiliários e Mercados (ESMA) é uma autoridade independente da União Europeia localizada em Paris.
A ESMA substituiu o Comité de Reguladores Europeus de Valores Mobiliários (CESR) em 1 de Janeiro de 2011. É uma das três novas Autoridades Europeias de Supervisão criadas no âmbito do Sistema Europeu de Supervisores Financeiros.

## Visão geral
A ESMA trabalha no domínio da legislação e regulamentação de valores mobiliários para melhorar o funcionamento dos mercados financeiros na Europa, reforçando a proteção dos investidores e a cooperação entre as autoridades nacionais competentes.
A ideia por detrás da ESMA é estabelecer um "vigilante dos mercados financeiros à escala da UE". Uma de suas principais tarefas é regular as agências de classificação de risco. Em 2010, as agências de classificação de risco foram criticadas pela falta de transparência em suas avaliações e por um possível conflito de interesses. Ao mesmo tempo, o impacto dos ratings atribuídos tornou-se significativo para empresas e bancos, mas também para estados.
Em outubro de 2017, a ESMA organizou a sua primeira conferência em Paris. O evento examinou questões críticas para os mercados financeiros europeus e contou com a presença de 350 participantes.

### Medidas de intervenção do produto da ESMA
Em 1 de agosto de 2018, a ESMA implementou restrições comerciais modificadas relativas a contratos por diferença (CFDs) e apostas de spread para clientes de varejo. A mudança mais significativa foi que as opções binárias serão completamente banidas, enquanto a alavancagem de CFD com a qual os clientes de varejo podem negociar será restrita a 30:1 e 2:1, dependendo da volatilidade do ativo subjacente negociado. Essas restrições se aplicavam apenas a traders categorizados como investidores de varejo. Os comerciantes experientes, que se enquadram na categoria de clientes profissionais, foram excluídos. Isso também significava que os clientes profissionais não recebiam as mesmas proteções aos investidores que os investidores de varejo. As restrições, inicialmente impostas como medida temporária, foram renovadas em 1 de fevereiro de 2019 por mais três meses. Em 31 de julho de 2019, a ESMA anunciou que não renovará as restrições após expirarem em 1 de agosto de 2019, pois todos os países membros da UE conseguiram implementar restrições semelhantes a nível nacional.

### Perguntas e respostas (Q&A)
Para garantir a aplicação quotidiana coerente do direito da União no âmbito das competências da ESMA, uma das principais contribuições das organizações é a produção e manutenção de perguntas e respostas. Para abrir o processo, a ESMA lançou em fevereiro de 2017 um novo processo que permite que as partes interessadas enviem perguntas e respostas. Uma vez analisadas, se estas perguntas e respostas forem selecionadas, elas serão publicadas em inglês no site da ESMA.